# Ventosilla y Tejadilla
Ventosilla y Tejadilla település Spanyolországban, Segovia tartományban. Ventosilla y Tejadilla Prádena, Santa Marta del Cerro és Casla községekkel határos. Lakosainak száma 17 fő (2024).

## Népesség
A település népessége az elmúlt években az alábbi módon változott:
| Lakosok száma | 28   | 51   | 41   | 38   | 30   | 27   | 20   | 19   | 18   | 17   |
|               | 2001 | 2004 | 2007 | 2009 | 2012 | 2014 | 2017 | 2019 | 2022 | 2024 |